# Fjernsynskanal-frekvenser
De følgende tabeller viser landjords fjernsynskanal-frekvenser anvendt i Vesteuropa, Grønland og de fleste lande i Asien, Afrika og Oceanien. Andre dele af verdens fjernsynskanal allokering, kan ses i den engelske Wikipedia.
Fjernsynskanal-frekvenser er startet med at blive anvendt til analog tv. Fra 2009 er mange landes fjernsynskanal-frekvenser begyndt at blive anvendt til DTT (digital-tv over mast) brug i stedet for analog tv.

## Historisk
Kanalerne vises med ITU analog tv systemstandardernes bogstaver. De viste frekvenser er for video og mono-lydbærebølgen. Hele fjernsynskanalen fylder lidt mere i båndbredde. Se fjernsynsudsendelsessystemer for en tabel over signal karakteristikker, inklusive båndbredde, efter ITU systembogstaver.
Analog kanal frekvensintervallerne fra ITU, er arvet til brug til DTT.

## Danske forhold
I Danmark blev fjernsynskanal-frekvenserne anvendt til analog tv indtil 2009. Efter 2009 er VHF-bånd-I (kanal 2-4) brug ophørt. Fra ca. 2013 er anvendelse at DTT over kanal 61-69 ophørt. Fra juni 2020 er anvendelse at DTT over kanal 49-60 ophørt.
Fra juni 2020 anvendes kanal 5-12 og 21-48 til DTT (DVB-T2).

## VHF

### Vesteuropa, Grønland og de fleste lande i Asien, Afrika og Oceanien
I Danmark blev de analoge udsendelser over fjernsynskanalerne slukket 1. november 2009 - og der benyttes herefter digitalt fjernsyn.
- NOTE: Kanal 1 blev tidligere anvendt til eksperimentelle udsendelser og er ikke mere allokeret.
- NOTE: DAB kan bruge alle kanalerne 5-13. Hver af tv-kanalerne er så underopdelt i f.eks. DAB-kanalerne 5A, 5B, 5C, 5D – undtagen kanal 13 som er underopdelt fra 13A-13F.[4]
- NOTE: Kanal 13 og 14 er kun allokeret til fjernsynsbrug i det afrikanske udsendelsesområde.[5]
- NOTE: VHF bånd II er ikke medtaget i denne tabel, da dette bånd ikke er allokeret til fjernsyn.

## UHF

### Vesteuropa, Grønland og de fleste lande i Asien, Afrika og Oceanien
I Danmark blev de analoge udsendelser over fjernsynskanalerne slukket 1. november 2009 - og der benyttes herefter digitalt fjernsyn.
I EU blev fjernsynskanalerne 61-69 frigjort fra fjernsynsbrug ca. 2013 til bl.a. 4G-brug.
I EU blev fjernsynskanalerne 49-60 frigjort fra fjernsynsbrug 16. juni 2020 til bl.a. 5G-brug.
Bånd IV og V grænsen varierer frekvensmæssigt. Fx definerer Swiss Federal Office of Communications,
Broadcast engineer's reference book
og Ericsson India Ltd
alle frekvensintervallet af bånd IV fra 470 til 582 MHz. En EICTA artikel
definerer frekvensintervallet af bånd IV fra 474 til 602 MHz, mens BBC definerer frekvensintervallet af bånd IV fra 470 til 614 MHz.
- NOTE: De tidligere kanaler 14 til 18 blev renummereret som 21 til 25 i 1961. [13]
- NOTE: Kanal 70 til 81 er ikke længere allokeret til fjernsyn.
- NOTE: Fra 2013 er kanal 61 til 69 ikke længere allokeret til fjernsyn i det meste af Europa - se 800 MHz-båndet.
- NOTE: Fra juni 2020 er kanal 49 til 60 ikke længere allokeret til fjernsyn i det meste af Europa - se 700 MHz-båndet.